# Jewish Theological Seminary

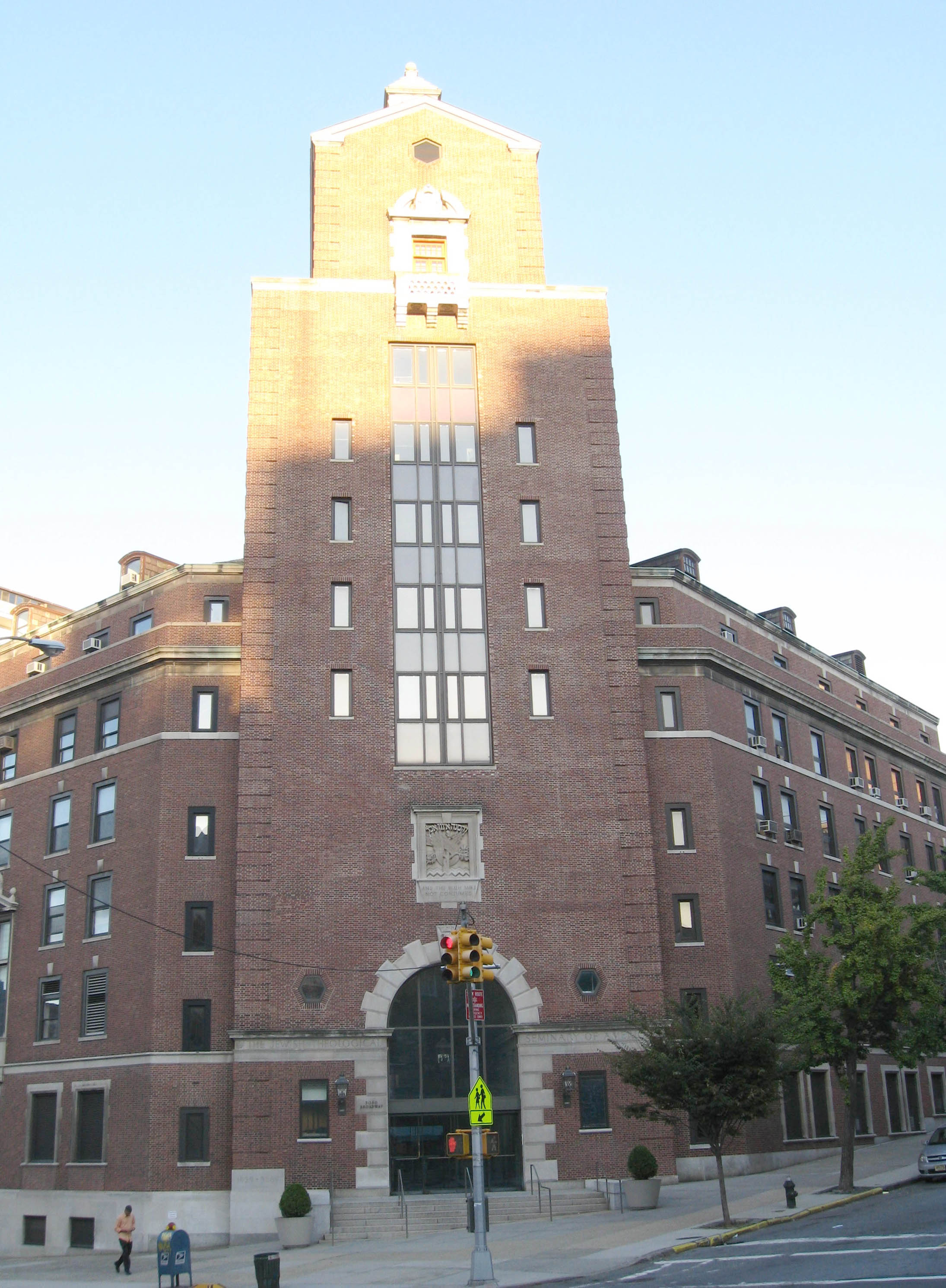
Jewish Theological Seminary of America (2008)

Das Jewish Theological Seminary of America (JTS) ist eine 1886 in New York City von Alexander Kohut und Sabato Morais gegründete Rabbinerlehranstalt in der Tradition des Konservativen Judentums und als solches das erste seiner Art in den USA. 
Heute ist es das akademische und spirituelle Zentrum des konservativen Judentums in den Vereinigten Staaten und – dem eigenen Anspruch nach – der ganzen Welt. Vorbild war das Jüdisch-Theologische Seminar in Breslau, die erste akademische Ausbildungsstätte für Rabbiner in Deutschland. Das Motto der Hochschule  lautet hebräisch וְהַסְּנֶה אֵינֶנּוּ אֻכָּל (Und der Dornbusch wurde nicht verzehrt, Ex 3,2 )
Das Jewish Theological Seminary unterhält fünf Ausbildungsstätten, eine der größten Bibliotheken der Welt auf dem Gebiet der Judaistik und ein Jüdisches Museum. Teil der Bibliothek ist auch die von Jakob Heinrich Schiff für das JTS erworbene Privatbibliothek von Moritz Steinschneider, dem Begründer der wissenschaftlichen hebräischen Bibliografie.
2008 studierten am JTS etwa 3000 Studenten. Chancellor im Jahr 2022 ist Shuly Rubin Schwartz, Professorin für amerikanisch-jüdische Geschichte.

## Präsidenten
- 1902–1915: Solomon Schechter (1847–1915)
- 1915–1940: Cyrus Adler
- 1940–1990 (?): Louis Finkelstein

## Mäzene
- Abby Cohen (* 1952)
- Isaac Guggenheim (1854–1922), Industrieller und Philanthrop
- Leonhard Lewisohn (1847–1942)
- Henry Pereira Mendes (1852–1937), Mitbegründer
- Jakob Heinrich Schiff (1847–1920), deutsch-amerikanischer Bankier und Philanthrop

## Dozenten
- Israel Davidson (1870)
- Israel Friedlaender (1876–1920), Dozent für Biblische Literatur und Exegese
- Louis Ginzberg (1873–1953), führender konservativer jüdischer Gelehrter
- Robert Gordis (1908–1992)
- Abraham Joshua Heschel (1907–1972), Dozent für jüdische Ethik und Mystik
- Mordechai M. Kaplan (1881–1983), Rabbiner, Philosoph und Begründer des jüdischen Rekonstruktionismus in den USA
- Alexander Kohut (1842–1894), Dozent für Talmud und Mitbegründer
- Saul Lieberman (1898–1983), Rabbiner und Talmudist russischer und israelischer Herkunft
- Alexander Marx (1878–1953), Historiker, Judaist, Bibliograf und Bibliothekar
- Alberto Mizrahi (* 1948)
- David G. Roskies (* 1948), Literaturwissenschaftler und Kulturhistoriker
- Jacob Taubes (1923–1987), Religionssoziologe, Philosoph und Judaist

## Bekannte Absolventen
- Bella Abzug (1920–1998), Politikerin, Feministin und Friedensaktivistin
- Daniel Boyarin (* 1946), Religionsphilosoph
- Amy Eilberg
- Joseph Hertz (1872–1946), Oberrabbiner der Vereinigten jüdischen Gemeinden des britischen Commonwealth
- Arthur Hertzberg (1921–2006), polnisch-US-amerikanischer Rabbiner
- Mordechai Kaplan (1881–1983), Rabbiner, Philosoph und Begründer des jüdischen Rekonstruktionismus in den USA
- Jacob Neusner (1932–2016), Religionswissenschaftler und Judaist
- Norman Podhoretz (* 1930), Intellektueller
- Chaim Potok (1929–2002), jüdischer Schriftsteller und Rabbiner
- Jehuda Reinharz (* 1944), Historiker des Judentums
- Ismar Schorsch (* 1935), der sechste Kanzler des Jewish Theological Seminary (JTS) in New York und Präsident des Leo Baeck Instituts
- Henrietta Szold (1860–1945), Aktivistin des frühen Zionismus, Erzieherin, Autorin und Sozialarbeiterin
- Kurt Wilhelm (1900–1965), deutscher Großrabbiner
- Bea Wyler (* 1951), Schweizer Rabbinerin
- Yosef Hayim Yerushalmi (1932–2009), Historiker